# 10 août aux Jeux olympiques d'été de 2016
Le mercredi 10 août aux Jeux olympiques d'été de 2016 est le huitième jour de compétition.

## Programme
| Heure UTC-3 (Rio de Janeiro)                  |               |
| bleu                                          | Cérémonie     |
| neutre                                        | Épreuve       |
| or                                            | Finale        |
| orange                                        | Petite finale |
| rose                                          | Reporté       |
| gris                                          | Annulé        |
| Compétition masculine                         | Hommes        |
| Compétition féminine                          | Femmes        |
| Compétition mixte (hommes et femmes mélangés) | Mixte         |
| Compétition en couple (1 homme et 1 femme)    | Couple        |
| modifier                                      |               |

| Horaire | Discipline Spécialité | Discipline Spécialité                              | Discipline Spécialité                         | Phase                              | Résultats                                                                       | Références |
| ------- | --------------------- | -------------------------------------------------- | --------------------------------------------- | ---------------------------------- | ------------------------------------------------------------------------------- | ---------- |
| 8 h 30  |                       | Aviron Deux sans barreur                           | Compétition femmes                            | Reporté                            | -                                                                               | -          |
| 8 h 30  |                       | Cyclisme sur route Contre-la-montre                | Compétition femmes                            | Finale                             | Kristin Armstrong · Olga Zabelinskaya · Anna van der Breggen                    |            |
| 8 h 30  |                       | Escrime Fleuret individuel                         | Compétition femmes                            | 16e de finale                      | -                                                                               | -          |
| 8 h 30  |                       | Escrime Fleuret individuel                         | Compétition femmes                            | 8e de finale                       | -                                                                               | -          |
| 8 h 30  |                       | Escrime Fleuret individuel                         | Compétition femmes                            | Quarts de finale                   | -                                                                               | -          |
| 8 h 50  |                       | Aviron Deux de couple poids légers                 | Compétition femmes                            | Reporté                            | -                                                                               | -          |
| 9 h     |                       | Tir Pistolet à 50 m                                | Compétition hommes                            | Qualifications                     | -                                                                               | -          |
| 9 h     |                       | Tir Double trap                                    | Compétition hommes                            | Qualifications                     | -                                                                               | -          |
| 9 h     |                       | Tir à l'arc Individuel                             | Compétition hommes                            | 32e de finale                      | -                                                                               | -          |
| 9 h     |                       | Tir à l'arc Individuel                             | Compétition femmes                            | 32e de finale                      | -                                                                               | -          |
| 9 h     |                       | Tir à l'arc Individuel                             | Compétition hommes                            | 16e de finale                      | -                                                                               | -          |
| 9 h     |                       | Tir à l'arc Individuel                             | Compétition femmes                            | 16e de finale                      | -                                                                               | -          |
| 9 h     |                       | Water-polo Tournoi masculin                        | Compétition hommes                            | Premier tour Groupe A              | Australie 8-6 Japon                                                             |            |
| 9 h 10  |                       | Aviron Deux sans barreur                           | Compétition hommes                            | Reporté                            | -                                                                               | -          |
| 9 h 30  |                       | Aviron Quatre sans barreur                         | Compétition hommes                            | Reporté                            | -                                                                               | -          |
| 9 h 30  |                       | Handball Tournoi féminin                           | Compétition femmes                            | Tour préliminaire Poule A          | Brésil 24-29 Espagne                                                            |            |
| 9 h 30  |                       | Volley-ball Tournoi féminin                        | Compétition femmes                            | Tour préliminaire Groupe B         | Chine 3-0 Porto Rico                                                            |            |
| 9 h 50  |                       | Aviron Huit                                        | Compétition femmes                            | Reporté                            | -                                                                               | -          |
| 10 h    |                       | Aviron Huit                                        | Compétition hommes                            | Reporté                            | -                                                                               | -          |
| 10 h    |                       | Beach-volley Tournoi masculin                      | Compétition hommes                            | Phase de poules                    | -                                                                               | -          |
| 10 h    |                       | Beach-volley Tournoi féminin                       | Compétition femmes                            | Phase de poules                    | -                                                                               | -          |
| 10 h    |                       | Cyclisme sur route Contre-la-montre                | Compétition hommes                            | Finale                             | Fabian Cancellara · Tom Dumoulin · Christopher Froome                           |            |
| 10 h    |                       | Haltérophilie Moins de 77 kg                       | Compétition hommes                            | Groupe B                           | -                                                                               | -          |
| 10 h    |                       | Judo Moins de 70 kg                                | Compétition femmes                            | Premiers tours et quarts de finale | -                                                                               | -          |
| 10 h    |                       | Judo Moins de 90 kg                                | Compétition hommes                            | Premiers tours et quarts de finale | -                                                                               | -          |
| 10 h    |                       | Tennis de table Simple                             | Compétition femmes                            | Demi-finales                       | -                                                                               | -          |
| 10 h 10 |                       | Aviron Quatre de couple                            | Compétition hommes                            | Reporté                            | -                                                                               | -          |
| 10 h 20 |                       | Aviron Quatre de couple                            | Compétition hommes                            | Reporté                            | -                                                                               | -          |
| 10 h 20 |                       | Water-polo Tournoi masculin                        | Compétition hommes                            | Premier tour Groupe A              | Grèce 8-8 Hongrie                                                               |            |
| 10 h 40 |                       | Aviron Quatre de couple                            | Compétition femmes                            | Reporté                            | -                                                                               | -          |
| 10 h 45 |                       | Tennis Simple                                      | Compétition hommes                            | Reporté                            | -                                                                               | -          |
| 10 h 45 |                       | Tennis Double                                      | Compétition femmes                            | Reporté                            | -                                                                               | -          |
| 10 h 45 |                       | Tennis Double mixte                                | Compétition en couple (1 homme et 1 femme)    | Reporté                            | -                                                                               | -          |
| 11 h    |                       | Boxe Poids mi-mouches (−49 kg)                     | Compétition hommes                            | Quart de finale                    | -                                                                               |            |
| 11 h    |                       | Boxe Poids coq (−56 kg)                            | Compétition hommes                            | Phase préliminaire                 | -                                                                               |            |
| 11 h    |                       | Boxe Poids super-légers (−64 kg)                   | Compétition hommes                            | Phase préliminaire                 | -                                                                               |            |
| 11 h    |                       | Boxe Poids mi-lourds (−81 kg)                      | Compétition hommes                            | Phase préliminaire                 | -                                                                               |            |
| 11 h    |                       | Boxe Poids lourds (−91 kg)                         | Compétition hommes                            | Quart de finale                    | -                                                                               |            |
| 11 h    |                       | Rugby à sept Tournoi masculin                      | Compétition hommes                            | Phase de poules Poule B            | France 26-5 Espagne                                                             |            |
| 11 h 20 |                       | Aviron Skiff                                       | Compétition hommes                            | Reporté                            | -                                                                               | -          |
| 11 h 30 |                       | Handball Tournoi féminin                           | Compétition femmes                            | Tour préliminaire Poule A          | Roumanie 25-21 Monténégro                                                       |            |
| 11 h 30 |                       | Rugby à sept Tournoi masculin                      | Compétition hommes                            | Phase de poules Poule B            | Afrique du Sud 5-12 Australie                                                   |            |
| 11 h 35 |                       | Volley-ball Tournoi féminin                        | Compétition femmes                            | Tour préliminaire Groupe B         | Italie 0-3 Pays-Bas                                                             |            |
| 11 h 40 |                       | Aviron Skiff                                       | Compétition femmes                            | Reporté                            | -                                                                               | -          |
| 11 h 40 |                       | Water-polo Tournoi masculin                        | Compétition hommes                            | Premier tour Groupe B              | France 3-6 États-Unis                                                           |            |
| 12 h    |                       | Aviron Deux de couple poids légers                 | Compétition femmes                            | Reporté                            | -                                                                               | -          |
| 12 h    |                       | Rugby à sept Tournoi masculin                      | Compétition hommes                            | Phase de poules Poule C            | Kenya 7-31 Japon                                                                |            |
| 12 h    |                       | Tir Pistolet à 50 m                                | Compétition hommes                            | Finale                             | Jin Jong-oh · Hoàng Xuân Vinh · Kim Song-guk                                    |            |
| 12 h 10 |                       | Aviron Deux de couple poids légers                 | Compétition hommes                            | Reporté                            | -                                                                               | -          |
| 12 h 15 |                       | Basket-ball Tournoi féminin                        | Compétition femmes                            | Premier tour Groupe B              | Chine 68-89 Espagne                                                             |            |
| 12 h 20 |                       | Aviron Deux de couple poids légers                 | Compétition femmes                            | Reporté                            | -                                                                               | -          |
| 12 h 30 |                       | Aviron Deux de couple poids légers                 | Compétition hommes                            | Reporté                            | -                                                                               | -          |
| 12 h 30 |                       | Haltérophilie Moins de 69 kg                       | Compétition femmes                            | Groupe B                           | -                                                                               | -          |
| 12 h 30 |                       | Rugby à sept Tournoi masculin                      | Compétition hommes                            | Phase de poules Poule C            | Nouvelle-Zélande 19-21 Grande-Bretagne                                          |            |
| 12 h 40 |                       | Aviron Deux sans barreur                           | Compétition hommes                            | Reporté                            | -                                                                               | -          |
| 12 h 45 |                       | Escrime Sabre individuel                           | Compétition hommes                            | 16e de finale                      | -                                                                               | -          |
| 12 h 45 |                       | Escrime Sabre individuel                           | Compétition hommes                            | 8e de finale                       | -                                                                               | -          |
| 12 h 45 |                       | Escrime Sabre individuel                           | Compétition hommes                            | Quarts de finale                   | -                                                                               | -          |
| 13 h    |                       | Football Tournoi masculin                          | Compétition hommes                            | Premier tour Groupe D              | Algérie 1-1 Portugal                                                            |            |
| 13 h    |                       | Football Tournoi masculin                          | Compétition hommes                            | Premier tour Groupe D              | Argentine 1-1 Honduras                                                          |            |
| 13 h    |                       | Natation 200 m dos                                 | Compétition hommes                            | Séries                             | -                                                                               | -          |
| 13 h    |                       | Natation 200 m 4 nages                             | Compétition hommes                            | Séries                             | -                                                                               | -          |
| 13 h    |                       | Natation 100 m nage libre                          | Compétition femmes                            | Séries                             | -                                                                               | -          |
| 13 h    |                       | Natation 200 m brasse                              | Compétition femmes                            | Séries                             | -                                                                               | -          |
| 13 h    |                       | Natation Relais 4 x 200 m nage libre               | Compétition femmes                            | Séries                             | -                                                                               | -          |
| 13 h    |                       | Rugby à sept Tournoi masculin                      | Compétition hommes                            | Phase de poules Poule A            | Argentine 31-0 Brésil                                                           |            |
| 13 h    |                       | Voile Laser standard                               | Compétition hommes                            | Manche 5                           | -                                                                               | -          |
| 13 h    |                       | Voile Laser radial                                 | Compétition femmes                            | Manche 5                           | -                                                                               | -          |
| 13 h    |                       | Voile Finn                                         | Compétition hommes                            | Manche 3                           | -                                                                               | -          |
| 13 h    |                       | Voile 470                                          | Compétition hommes                            | Manche 1                           | -                                                                               | -          |
| 13 h    |                       | Voile 470                                          | Compétition femmes                            | Manche 1                           | -                                                                               | -          |
| 13 h    |                       | Voile Nacra 17                                     | Compétition en couple (1 homme et 1 femme)    | Manche 1                           | -                                                                               | -          |
| 13 h    |                       | Water-polo Tournoi masculin                        | Compétition hommes                            | Premier tour Groupe B              | Monténégro 5-6 Italie                                                           |            |
| 13 h 30 |                       | Canoë-kayak (slalom) K1                            | Compétition hommes                            | Demi-finale                        | -                                                                               | -          |
| 13 h 30 |                       | Canoë-kayak (slalom) K1                            | Compétition hommes                            | Finale                             | Joseph Clarke · Peter Kauzer · Jiří Prskavec                                    |            |
| 13 h 30 |                       | Rugby à sept Tournoi masculin                      | Compétition hommes                            | Phase de poules Poule A            | Fidji 24-19 États-Unis                                                          |            |
| 14 h 15 |                       | Basket-ball Tournoi masculin                       | Compétition hommes                            | Premier tour Groupe A              | Serbie 75-76 France                                                             |            |
| 14 h 30 |                       | Voile Nacra 17                                     | Compétition en couple (1 homme et 1 femme)    | Manche 2                           | -                                                                               | -          |
| 14 h 40 |                       | Handball Tournoi féminin                           | Compétition femmes                            | Tour préliminaire Poule B          | Russie 36-34 Suède                                                              |            |
| 15 h    |                       | Équitation Dressage                                | Compétition mixte (hommes et femmes ensemble) | Grand Prix                         | -                                                                               | -          |
| 15 h    |                       | Tir Double trap                                    | Compétition hommes                            | Finale                             | Fehaid Al-Deehani · Marco Innocenti · Steven Scott                              |            |
| 15 h    |                       | Tir à l'arc Individuel                             | Compétition hommes                            | 32e de finale                      | -                                                                               | -          |
| 15 h    |                       | Tir à l'arc Individuel                             | Compétition femmes                            | 32e de finale                      | -                                                                               | -          |
| 15 h    |                       | Tir à l'arc Individuel                             | Compétition hommes                            | 16e de finale                      | -                                                                               | -          |
| 15 h    |                       | Tir à l'arc Individuel                             | Compétition femmes                            | 16e de finale                      | -                                                                               | -          |
| 15 h    |                       | Volley-ball Tournoi féminin                        | Compétition femmes                            | Tour préliminaire Groupe B         | États-Unis 3-1 Serbie                                                           |            |
| 15 h 30 |                       | Basket-ball Tournoi féminin                        | Compétition femmes                            | Premier tour Groupe B              | États-Unis 110-84 Serbie                                                        |            |
| 15 h 30 |                       | Beach-volley Tournoi masculin                      | Compétition hommes                            | Phase de poules                    | -                                                                               | -          |
| 15 h 30 |                       | Beach-volley Tournoi féminin                       | Compétition femmes                            | Phase de poules                    | -                                                                               | -          |
| 15 h 30 |                       | Haltérophilie Moins de 69 kg                       | Compétition femmes                            | Groupe A                           | -                                                                               | -          |
| 15 h 30 |                       | Haltérophilie Moins de 69 kg                       | Compétition femmes                            | Finale                             | Xiang Yanmei · Zhazira Zhapparkul · Sara Ahmed                                  |            |
| 15 h 30 |                       | Judo Moins de 70 kg                                | Compétition femmes                            | Repêchages et demi-finales         | -                                                                               | -          |
| 15 h 30 |                       | Judo Moins de 90 kg                                | Compétition hommes                            | Repêchages et demi-finales         | -                                                                               | -          |
| 15 h 30 |                       | Judo Moins de 70 kg                                | Compétition femmes                            | Finale                             | Haruka Tachimoto · Yuri Alvear · Sally Conway et Laura Vargas Koch              |            |
| 15 h 30 |                       | Judo Moins de 90 kg                                | Compétition hommes                            | Finale                             | Mashu Baker · Varlam Liparteliani · Gwak Dong-han et Cheng Xunzhao              |            |
| 15 h 30 |                       | Voile Laser standard                               | Compétition hommes                            | Manche 6                           | -                                                                               | -          |
| 15 h 30 |                       | Voile Laser radial                                 | Compétition femmes                            | Manche 6                           | -                                                                               | -          |
| 15 h 30 |                       | Voile Finn                                         | Compétition hommes                            | Manche 4                           | -                                                                               | -          |
| 15 h 30 |                       | Voile 470                                          | Compétition hommes                            | Manche 2                           | -                                                                               | -          |
| 15 h 30 |                       | Voile 470                                          | Compétition femmes                            | Manche 2                           | -                                                                               | -          |
| 16 h    |                       | Football Tournoi masculin                          | Compétition hommes                            | Premier tour Groupe C              | Allemagne 10-0 Fidji                                                            |            |
| 16 h    |                       | Football Tournoi masculin                          | Compétition hommes                            | Premier tour Groupe C              | Corée du Sud 1-0 Mexique                                                        |            |
| 16 h    |                       | Gymnastique artistique Concours général individuel | Compétition hommes                            | Finale                             | Kōhei Uchimura · Oleg Vernyayev · Max Whitlock                                  |            |
| 16 h    |                       | Plongeon Tremplin à 3 mètres synchronisé           | Compétition hommes                            | Finale                             | Chris Mears et Jack Laugher · Sam Dorman et Michael Hixon · Cao Yuan et Qin Kai | -          |
| 16 h    |                       | Rugby à sept Tournoi masculin                      | Compétition hommes                            | Demi-finale pour les places 9 à 12 | États-Unis 24-12 Brésil                                                         |            |
| 16 h    |                       | Voile Nacra 17                                     | Compétition en couple (1 homme et 1 femme)    | Manche 3                           | -                                                                               | -          |
| 16 h 30 |                       | Rugby à sept Tournoi masculin                      | Compétition hommes                            | Demi-finale pour les places 9 à 12 | Espagne 14-12 Kenya                                                             |            |
| 16 h 40 |                       | Handball Tournoi féminin                           | Compétition femmes                            | Tour préliminaire Poule A          | Norvège 30-20 Angola                                                            |            |
| 17 h    |                       | Boxe Poids mi-mouches (−49 kg)                     | Compétition hommes                            | Quart de finale                    | -                                                                               |            |
| 17 h    |                       | Boxe Poids coq (−56 kg)                            | Compétition hommes                            | Phase préliminaire                 | -                                                                               |            |
| 17 h    |                       | Boxe Poids super-légers (−64 kg)                   | Compétition hommes                            | Phase préliminaire                 | -                                                                               |            |
| 17 h    |                       | Boxe Poids mi-lourds (−81 kg)                      | Compétition hommes                            | Phase préliminaire                 | -                                                                               |            |
| 17 h    |                       | Boxe Poids lourds (−91 kg)                         | Compétition hommes                            | Quart de finale                    | -                                                                               |            |
| 17 h    |                       | Rugby à sept Tournoi masculin                      | Compétition hommes                            | Cup Quart de finale                | Fidji 12-7 Nouvelle-Zélande                                                     |            |
| 17 h 5  |                       | Volley-ball Tournoi féminin                        | Compétition femmes                            | Tour préliminaire Groupe A         | Russie 3-0 Cameroun                                                             |            |
| 17 h 30 |                       | Escrime Fleuret individuel                         | Compétition femmes                            | Demi-finales                       | -                                                                               | -          |
| 17 h 30 |                       | Rugby à sept Tournoi masculin                      | Compétition hommes                            | Cup Quart de finale                | Japon 12-7 France                                                               |            |
| 17 h 45 |                       | Basket-ball Tournoi féminin                        | Compétition femmes                            | Premier tour Groupe B              | Sénégal 58-68 Canada                                                            |            |
| 18 h    |                       | Rugby à sept Tournoi masculin                      | Compétition hommes                            | Cup Quart de finale                | Grande-Bretagne 5-0ap Argentine                                                 |            |
| 18 h 30 |                       | Escrime Sabre individuel                           | Compétition hommes                            | Demi-finales                       | -                                                                               | -          |
| 18 h 30 |                       | Rugby à sept Tournoi masculin                      | Compétition hommes                            | Cup Quart de finale                | Afrique du Sud 22-5 Australie                                                   |            |
| 18 h 45 |                       | Tennis Simple                                      | Compétition femmes                            | Reporté                            | -                                                                               | -          |
| 18 h 45 |                       | Tennis Double                                      | Compétition hommes                            | Reporté                            | -                                                                               | -          |
| 19 h    |                       | Basket-ball Tournoi masculin                       | Compétition hommes                            | Premier tour Groupe A              | Australie 88-98 États-Unis                                                      |            |
| 19 h    |                       | Football Tournoi masculin                          | Compétition hommes                            | Premier tour Groupe B              | Colombie 2-0 Nigeria                                                            |            |
| 19 h    |                       | Football Tournoi masculin                          | Compétition hommes                            | Premier tour Groupe B              | Japon 1-0 Suède                                                                 |            |
| 19 h    |                       | Haltérophilie Moins de 77 kg                       | Compétition hommes                            | Groupe A                           | -                                                                               | -          |
| 19 h    |                       | Haltérophilie Moins de 77 kg                       | Compétition hommes                            | Finale                             | Nijat Rahimov · Lü Xiaojun · Mohamed Mahmoud                                    |            |
| 19 h 20 |                       | Escrime Fleuret individuel                         | Compétition femmes                            | Petite finale                      | Aida Shanaeva 11-15 Inès Boubakri                                               |            |
| 19 h 30 |                       | Water-polo Tournoi masculin                        | Compétition hommes                            | Premier tour Groupe A              | Brésil 6-5 Serbie                                                               |            |
| 19 h 50 |                       | Escrime Sabre individuel                           | Compétition hommes                            | Petite finale                      | Kim Jung-hwan 15-8 Mojtaba Abedini                                              |            |
| 19 h 50 |                       | Handball Tournoi féminin                           | Compétition femmes                            | Tour préliminaire Poule B          | Pays-Bas 32-32 Corée du Sud                                                     |            |
| 20 h 15 |                       | Escrime Fleuret individuel                         | Compétition femmes                            | Finale                             | Elisa di Francisca 12-11 Inna Deriglazova                                       |            |
| 20 h 30 |                       | Tennis de table Simple                             | Compétition femmes                            | Petite finale                      | Kim Song-i 4-1 Ai Fukuhara                                                      |            |
| 20 h 30 |                       | Tennis de table Simple                             | Compétition femmes                            | Finale                             | Ding Ning 4-3 Li Xiaoxia                                                        |            |
| 20 h 30 |                       | Volley-ball Tournoi féminin                        | Compétition femmes                            | Tour préliminaire Groupe A         | Corée du Sud 3-0 Argentine                                                      |            |
| 20 h 45 |                       | Escrime Sabre individuel                           | Compétition hommes                            | Finale                             | Áron Szilágyi 15-8 Daryl Homer                                                  |            |
| 20 h 50 |                       | Water-polo Tournoi masculin                        | Compétition hommes                            | Premier tour Groupe B              | Espagne 9-4 Croatie                                                             |            |
| 21 h    |                       | Beach-volley Tournoi masculin                      | Compétition hommes                            | Phase de poules                    | -                                                                               | -          |
| 21 h    |                       | Beach-volley Tournoi féminin                       | Compétition femmes                            | Phase de poules                    | -                                                                               | -          |
| 21 h 50 |                       | Handball Tournoi féminin                           | Compétition femmes                            | Tour préliminaire Poule B          | France 27-21 Argentine                                                          |            |
| 22 h    |                       | Football Tournoi masculin                          | Compétition hommes                            | Premier tour Groupe A              | Danemark 0-4 Brésil                                                             |            |
| 22 h    |                       | Football Tournoi masculin                          | Compétition hommes                            | Premier tour Groupe A              | Afrique du Sud 1-1 Irak                                                         |            |
| 22 h    |                       | Natation 200 m dos                                 | Compétition hommes                            | Demi-finales                       | -                                                                               | -          |
| 22 h    |                       | Natation 200 m 4 nages                             | Compétition hommes                            | Demi-finales                       | -                                                                               | -          |
| 22 h    |                       | Natation 100 m nage libre                          | Compétition femmes                            | Demi-finales                       | -                                                                               | -          |
| 22 h    |                       | Natation 200 m brasse                              | Compétition femmes                            | Demi-finales                       | -                                                                               | -          |
| 22 h    |                       | Natation 100 m nage libre                          | Compétition hommes                            | Finale                             | Kyle Chalmers · Pieter Timmers · Nathan Adrian                                  |            |
| 22 h    |                       | Natation 200 m brasse                              | Compétition hommes                            | Finale                             | Dmitriy Balandin · Josh Prenot · Anton Chupkov                                  |            |
| 22 h    |                       | Natation 200 m papillon                            | Compétition femmes                            | Finale                             | Mireia Belmonte García · Madeline Groves · Natsumi Hoshi                        |            |
| 22 h    |                       | Natation Relais 4 x 200 m nage libre               | Compétition femmes                            | Finale                             | États-Unis · Australie · Canada                                                 |            |
| 22 h 30 |                       | Basket-ball Tournoi masculin                       | Compétition hommes                            | Premier tour Groupe A              | Venezuela 72-68 Chine                                                           |            |
| 22 h 35 |                       | Volley-ball Tournoi féminin                        | Compétition femmes                            | Tour préliminaire Groupe A         | Brésil 3-0 Japon                                                                |            |

## Tableau des médailles provisoire
- Pays organisateur (Brésil)

## Tableaux des médailles
| Rang  | Nation                           | Or | Argent | Bronze | Total |
| ----- | -------------------------------- | -- | ------ | ------ | ----- |
| 1     | Japon                            | 3  | 0      | 1      | 4     |
| 2     | États-Unis                       | 2  | 3      | 1      | 6     |
| 3     | Chine                            | 2  | 2      | 2      | 6     |
| 4     | Kazakhstan                       | 2  | 1      | 0      | 3     |
| 5     | Grande-Bretagne                  | 2  | 0      | 4      | 6     |
| 6     | Australie                        | 1  | 2      | 0      | 3     |
| 7     | Russie                           | 1  | 1      | 1      | 3     |
| 8     | Corée du Sud                     | 1  | 0      | 2      | 3     |
| 9     | Athlètes olympiques indépendants | 1  | 0      | 0      | 1     |
| 9     | Espagne                          | 1  | 0      | 0      | 1     |
| 9     | Hongrie                          | 1  | 0      | 0      | 1     |
| 9     | Suisse                           | 1  | 0      | 0      | 1     |
| 13    | Italie                           | 0  | 2      | 0      | 2     |
| 14    | Pays-Bas                         | 0  | 1      | 1      | 2     |
| 15    | Belgique                         | 0  | 1      | 0      | 1     |
| 15    | Colombie                         | 0  | 1      | 0      | 1     |
| 15    | Géorgie                          | 0  | 1      | 0      | 1     |
| 15    | Slovénie                         | 0  | 1      | 0      | 1     |
| 15    | Ukraine                          | 0  | 1      | 0      | 1     |
| 15    | Viêt Nam                         | 0  | 1      | 0      | 1     |
| 21    | Corée du Nord                    | 0  | 0      | 2      | 2     |
| 21    | Égypte                           | 0  | 0      | 2      | 2     |
| 23    | Allemagne                        | 0  | 0      | 1      | 1     |
| 23    | Canada                           | 0  | 0      | 1      | 1     |
| 23    | République tchèque               | 0  | 0      | 1      | 1     |
| 23    | Tunisie                          | 0  | 0      | 1      | 1     |
| Total | Total                            | 18 | 18     | 20     | 56    |

| Rang  | Nation                           | Or | Argent | Bronze | Total |
| ----- | -------------------------------- | -- | ------ | ------ | ----- |
| 1     | États-Unis                       | 11 | 11     | 10     | 32    |
| 2     | Chine                            | 10 | 5      | 7      | 22    |
| 3     | Japon                            | 6  | 1      | 12     | 19    |
| 4     | Australie                        | 5  | 2      | 5      | 12    |
| 5     | Hongrie                          | 5  | 1      | 1      | 7     |
| 6     | Russie                           | 4  | 7      | 4      | 15    |
| 7     | Corée du Sud                     | 4  | 2      | 3      | 9     |
| 8     | Italie                           | 3  | 6      | 2      | 11    |
| 9     | Grande-Bretagne                  | 3  | 3      | 6      | 12    |
| 10    | France                           | 2  | 3      | 1      | 6     |
| 11    | Kazakhstan                       | 2  | 2      | 3      | 7     |
| 12    | Thaïlande                        | 2  | 1      | 1      | 4     |
| 13    | Allemagne                        | 1  | 2      | 1      | 4     |
| 14    | Suède                            | 1  | 2      | 0      | 3     |
| 15    | Pays-Bas                         | 1  | 1      | 2      | 4     |
| 16    | Belgique                         | 1  | 1      | 1      | 3     |
| 17    | Brésil                           | 1  | 1      | 0      | 2     |
| 17    | Colombie                         | 1  | 1      | 0      | 2     |
| 17    | Slovénie                         | 1  | 1      | 0      | 2     |
| 17    | Viêt Nam                         | 1  | 1      | 0      | 2     |
| 21    | Taipei chinois                   | 1  | 0      | 2      | 3     |
| 22    | Espagne                          | 1  | 0      | 1      | 2     |
| 22    | Grèce                            | 1  | 0      | 1      | 2     |
| 22    | Suisse                           | 1  | 0      | 1      | 2     |
| 25    | Argentine                        | 1  | 0      | 0      | 1     |
| 25    | Athlètes olympiques indépendants | 1  | 0      | 0      | 1     |
| 25    | Croatie                          | 1  | 0      | 0      | 1     |
| 25    | Kosovo                           | 1  | 0      | 0      | 1     |
| 29    | Corée du Nord                    | 0  | 2      | 2      | 4     |
| 30    | Ukraine                          | 0  | 2      | 1      | 3     |
| 31    | Afrique du Sud                   | 0  | 2      | 0      | 2     |
| 31    | Indonésie                        | 0  | 2      | 0      | 2     |
| 31    | Nouvelle-Zélande                 | 0  | 2      | 0      | 2     |
| 34    | Canada                           | 0  | 1      | 5      | 6     |
| 35    | Géorgie                          | 0  | 1      | 1      | 2     |
| 36    | Azerbaïdjan                      | 0  | 1      | 0      | 1     |
| 36    | Danemark                         | 0  | 1      | 0      | 1     |
| 36    | Malaisie                         | 0  | 1      | 0      | 1     |
| 36    | Mongolie                         | 0  | 1      | 0      | 1     |
| 36    | Philippines                      | 0  | 1      | 0      | 1     |
| 36    | Slovaquie                        | 0  | 1      | 0      | 1     |
| 36    | Turquie                          | 0  | 1      | 0      | 1     |
| 43    | Égypte                           | 0  | 0      | 2      | 2     |
| 43    | Ouzbékistan                      | 0  | 0      | 2      | 2     |
| 45    | Émirats arabes unis              | 0  | 0      | 1      | 1     |
| 45    | Israël                           | 0  | 0      | 1      | 1     |
| 45    | Kirghizistan                     | 0  | 0      | 1      | 1     |
| 45    | Pologne                          | 0  | 0      | 1      | 1     |
| 45    | Portugal                         | 0  | 0      | 1      | 1     |
| 45    | République tchèque               | 0  | 0      | 1      | 1     |
| 45    | Tunisie                          | 0  | 0      | 1      | 1     |
| Total | Total                            | 73 | 73     | 84     | 230   |